# نظام الدين أحمد
الخواجة نظام الدين أحمد بكشي (وُلد عام 1551 م، وتوفي عام 1621/1030 هـ) مؤرخ مسلم في الهند في أواخر العصور الوسطى. وهو ابن محمد مقيم الهراوي. وكان مير بكشي لأكبر. يُعد عمله، طبقات أكبري، عملاً شاملاً عن التاريخ العام يغطي الفترة من الغزنويين (986-7) حتى السنة الثامنة والثلاثين من حكم أكبر بالنظام البكشي [الإنجليزية] (1593-4/1002 هـ). استشهد المؤلف بتسعة وعشرين مرجعًا في عمله، بعضها ضاع تمامًا بالنسبة لنا الآن.
- منتخب التواريخ